# نورمان رايلي رين
نورمان رايلي رين (بالإنجليزية: Norman Reilly Raine)‏ هو كاتب وكاتب سيناريو أمريكي، ولد في 23 يونيو 1894 في ويلكس بار في الولايات المتحدة، وتوفي في 19 يوليو 1971 في وودلاند هيلز، كاليفورنيا في الولايات المتحدة.

## وصلات خارجية
- نورمان رايلي رين على موقع IMDb (الإنجليزية)
- نورمان رايلي رين على موقع ألو سيني (الفرنسية)
- نورمان رايلي رين على موقع أول موفي (الإنجليزية)
- نورمان رايلي رين على موقع قاعدة بيانات برودواي على الإنترنت (الإنجليزية)
- نورمان رايلي رين على موقع قاعدة بيانات الأفلام السويدية (السويدية)
- نورمان رايلي رين على موقع قاعدة بيانات الفيلم (الإنجليزية)
- نورمان رايلي رين على موقع كينوبويسك (الروسية)